# 根登彭措
根登彭措（藏語：དགེ་འདུན་ཕུན་ཚོགས་，威利转写：dge 'dun phun tshogs；1648年—1724年）藏族，安多郎格尔乡地方则维香秀部落（今甘肃省玛曲县乔科曼玛“阿甲责周”地区）人（一说为后藏贡唐人），第一世贡唐仓活佛。

## 生平
1648年（藏历正月初八），根登彭措生于安多郎格尔乡地方则维香秀部落（一说生于后藏贡唐）。父亲名叫本秀，母亲名叫多吉堪卓。1662年，根登彭措随叔叔格桑扎西赴西藏，在哲蚌寺果莽扎仓学习《因明》、《般若》等佛教经典。后来，转到若堆极乐寺修《戒律》、《释量》，且常参加桑浦寺的辩经法会，听东珠嘉措格西讲授了《菩提道次第广论》。此后，他先后参五世达赖喇嘛、周巴住持·俄昂罗哲、藏巴·俄昂金巴、赤钦·罗哲嘉措、甘珠尔巴·金巴嘉措等高僧为师；参一世嘉木样活佛为师后，获其传授五部大论。后他又入拉萨下密院学习《密咒金刚乘》。
1697年，根登彭措赴更培山，获一世嘉木样活佛传授《金刚鬘密乘灌顶》。1699年春，任拉萨下密院翁则（领经师），期间再度到更培山，获一世嘉木样活佛传授《集密》、《胜乐》、《怖畏》灌顶，并传授《菩提道次第广论》。1706年，任下密院堪布。一世嘉木样活佛传授其《四家合注》十四章以后的部分，以及《集密》等佛教经典。1709年5月，一世嘉木样活佛奉西藏噶厦旨意，赴布达拉宫扎西郭巴寝宫讲经，根登彭措和藏王拉藏汗以及拉藏汗所立的达赖喇嘛益西嘉措共同听嘉木样活佛传授《胜乐铃铛五天》、《集密》、《大威德十三尊》、《噶当十六精要》等灌顶。同年六月，嘉木样活佛受青海和硕特亲王察罕丹津的邀请，准备返回安多时，又于十三日到下密院为时任绛孜却杰（北峰法尊）的根登彭措做供养。此后，根登彭措听从嘉木样活佛的旨意，一直留在拉萨。
1715年到1722年，根登彭措任甘丹寺第五十任甘丹赤巴。任内，他撰写《格鲁派僧规戒约》，被甘丹寺、哲蚌寺、色拉寺采行。他还修复了拉萨蔡公塘（旧时又译“蔡贡唐”）的各个寺院，并且为南楚宏坛寺制订了格鲁派寺庙共同奉行的清规，使该寺成了其他寺院的模范，人称“贡唐三寺”。晚年，他一直驻锡贡唐寺，被僧俗尊称为“赤钦·贡唐喇嘛”。
根登彭措任甘丹赤巴期间，发生了第巴桑吉嘉措遇害，六世达赖喇嘛被废黜送往北京等重大政治事件。哲蚌寺果莽扎仓的僧众还发动骚乱。藏王拉藏汗希望根登彭措出任果莽扎仓堪布，以稳定局势，但被根登彭措拒绝。不久，就连拉藏汗也被准噶尔部杀害。1720年，根登彭措稳定拉萨局势，率三大寺僧众到那曲河畔迎接七世达赖喇嘛入西藏坐床，被誉为“吾德合色江苏木吉达布”（意为“三枚金伞之主”）。
1724年，根登彭措在拉萨圆寂，享年76岁。
由于同拉卜楞寺寺主一世嘉木样活佛渊源深厚，根登彭措留下遗言，要圆寂后转世于拉卜楞寺。这就形成了贡唐仓活佛系统。